# Atractodes scutellatus
Atractodes scutellatus là một loài tò vò trong họ Ichneumonidae.